# 하이에나속
하이에나속(Hyaena)는 2종으로 이루어진 하이에나 속 분류군이다. 서아시아부터 북아프리카까지 서식하는 줄무늬하이에나와 남아프리카의 갈색하이에나를 포함하고 있다. 갈색하이에나는 별도의 독립된 갈색하이에나속(Pachycrocuta)으로 분류하기도 한다. 갈색하이에나의 두개골은 줄무늬하이에나의 두개골보다 크다. 암컷 하이에나는 암컷보다 크지만, 하이에나의 암수는 서로 크기가 비슷하다.  갈색하이에나는 고양이아과보다 크지만
개아목에 훨씬 가깝다

## 하위 종
- 줄무늬하이에나 (Hyaena hyaena)
- 갈색하이에나 (Hyaena brunnea)

## 계통 분류
다음은 하이에나과의 계통 분류이다.

|      | 점박이하이에나                                                  |
|      |                                                                 |
| N.N. | \| \| 줄무늬하이에나 \| \| \| \| \| \| 갈색하이에나 \| \| \| \| |
|      | \| \| 줄무늬하이에나 \| \| \| \| \| \| 갈색하이에나 \| \| \| \| |
|      | 줄무늬하이에나                                                  |
|      |                                                                 |
|      | 갈색하이에나                                                    |
|      |                                                                 |

|  | 줄무늬하이에나 |
|  |                |
|  | 갈색하이에나   |
|  |                |

|      | 점박이하이에나                                                  |
|      |                                                                 |
| N.N. | \| \| 줄무늬하이에나 \| \| \| \| \| \| 갈색하이에나 \| \| \| \| |
|      | \| \| 줄무늬하이에나 \| \| \| \| \| \| 갈색하이에나 \| \| \| \| |
|      | 줄무늬하이에나                                                  |
|      |                                                                 |
|      | 갈색하이에나                                                    |
|      |                                                                 |

|  | 줄무늬하이에나 |
|  |                |
|  | 갈색하이에나   |
|  |                |